# Mathias Tantau jun.
Mathias Tantau, jr. (n. 10 iunie 1912, Uetersen, Germania - d. 28 martie 2006) a fost un horticultor german, specialist în creșterea și hibridizarea trandafirilor. 

## Lista speciilor de trandafiri create de Mathias Tantau, jr.
- Konrad Adenauer (1954)
- Halali (1956)
- Friedrich Heyer (1956)
- Paprika (1958)
- Vaterland (1959)
- Super Star (1960)
- Duftwolke (1963)
- Floribundarose (1963)
- Mainzer Fastnacht (1964)
- Pariser Charme (1964)
- Whisky (1967)
- Erotika (1968)
- Herzog von Windsor (1969)
- Landora (1970)
- Rebecce (1970)
- Piroschka (1972)
- Montana (1974)
- Mildred Scheel (1976)
- Lawinia (1980)
- Polarstern (1982)
- Romanze (1984)